# Vyšný Žipov
Vyšný Žipov est un village de Slovaquie situé dans la région de Prešov.

## Histoire
Première mention écrite du village en 1363.

## Démographie

### Évolution de la population
| Année:               | 1994. | 2004.   | 2014.   | 2024.   |
| -------------------- | ----- | ------- | ------- | ------- |
| Nombre de personnes: | 1165  | 1211    | 1173    | 1164    |
| Différence:          |       | +3,94 % | -3,13 % | -0,76 % |

| Année:               | 2023. | 2024.   |
| -------------------- | ----- | ------- |
| Nombre de personnes: | 1151  | 1164    |
| Différence:          |       | +1,12 % |